# Hyde Park (Pennsilvània)
Hyde Park és una població dels Estats Units a l'estat de Pennsilvània. Segons el cens del 2000 tenia 513 habitants.

## Demografia
Segons el cens del 2000, Hyde Park tenia 513 habitants, 212 habitatges, i 149 famílies. La densitat de població era de 825,3 habitants per quilòmetre quadrat.
Dels 212 habitatges en un 26,9% hi vivien nens de menys de 18 anys, en un 57,5% hi vivien parelles casades, en un 8% dones solteres, i en un 29,7% no eren unitats familiars. En el 25,9% dels habitatges hi vivien persones soles el 9,9% de les quals corresponia a persones de 65 anys o més que vivien soles. El nombre mitjà de persones vivint en cada habitatge era de 2,39 i el nombre mitjà de persones que vivien en cada família era de 2,87.
Per edats la població es repartia de la següent manera: un 22,2% tenia menys de 18 anys, un 5,7% entre 18 i 24, un 25,3% entre 25 i 44, un 27,5% de 45 a 60 i un 19,3% 65 anys o més.
L'edat mediana era de 43 anys. Per cada 100 dones de 18 o més anys hi havia 92,8 homes.
La renda mediana per habitatge era de 34.722 $ i la renda mediana per família de 39.519 $. Els homes tenien una renda mediana de 31.979 $ mentre que les dones 21.250 $. La renda per capita de la població era de 15.214 $. Entorn del 10,2% de les famílies i el 14,1% de la població estaven per davall del llindar de pobresa.

## Poblacions més properes
El següent diagrama mostra les poblacions més properes.